# Familia Lecaros
La Familia Lecaros o el Clan Lecaros es una familia de músicos chilenos vinculados principalmente al jazz y precursores de la fusión con raíces chilenas. Son responsables, en gran medida, del nacimiento y perfeccionamiento de nuevos músicos, marcando su influencia en la escena local en compositores e instrumentistas.

## Integrantes

### Primera generación
- Fernando Lecaros (1911-1976), pianista, compositor y director de orquesta.
- Mario Lecaros Sánchez (¿?-1988), hermano de Fernando, acordeonista, pianista.
- Inés Venegas, esposa de Mario, guitarrista y folclorista.

### Segunda generación
Hijos de Mario e Inés:
- Roberto Lecaros (1944-2022), pianista, violinista, contrabajista, acordeonista, tubista, cornetista y compositor.
- María Teresa Lecaros (1946) pianista y flautista.
- Mario Lecaros (1950) pianista, saxofonista, contrabajista, cornista y compositor.
- Pablo Lecaros (1957) bajista y compositor.
- Nené Lecaros (1962) cantante, pianista, guitarrista y compositora.
- Christian Lecaros (1962) cantante, pianista, guitarrista, compositor

### Tercera generación
Hijos de Roberto:
- Sebastián Lecaros (1971).
- Roberto Carlos Lecaros (1978), contrabajista.
- Felix Lecaros (1980), baterista.

Hijos de María Teresa:
- Rodrigo Galarce Lecaros (1974), contrabajista.
- Pablo Galarce Lecaros (1976), cantante, guitarrista, percusionista, compositor.

Hijos de Pablo:
- Andrés Lecaros (1981), cantante, guitarrista y compositor.
- Sara Lecaros (1997), Violinista, cantante.
- Magdalena Lecaros (1999), guitarrista.

Hijos de Nené:
- Martina Valenzuela Lecaros (1985), cantante y compositora.
- Miguel Ángel Valenzuela Lecaros, bajista.
- Lautaro Valenzuela Lecaros, saxofonista.
- Manuel Valenzuela Lecaros, pianista.